# Морзано ал Таљаменто
Морзано ал Таљаменто (итал. Morsano al Tagliamento) је насеље у Италији у округу Порденоне, региону Фурланија-Јулијска крајина.
Према процени из 2011. у насељу је живело 319 становника. Насеље се налази на надморској висини од 19 м.

## Становништво
| 1936. | 1951. | 1961. | 1971. | 1981. | 1991. | 2001. | 2011. |
| ----- | ----- | ----- | ----- | ----- | ----- | ----- | ----- |
| 4.336 | 4.379 | 3.431 | 3.111 | 3.045 | 2.864 | 2.762 | 2.865 |